# 卡迪夫城足球俱乐部
卡迪夫城足球俱乐部（英語：Cardiff City Football Club，威爾斯語：Clwb Pêl-droed Dinas Caerdydd）是位於威爾斯卡迪夫的職業足球隊，成立於1899年，現時在英格蘭足球冠軍聯賽。
球會前主席是著名黎巴嫩的商人森姆·哈曼（Sam Hammam），於2006年將擁有的82.5%股權出售給前列斯聯主席里兹代尔（Peter Ridsdale）。於2009年7月主場由尼尼安公园球场搬遷到新建27,000座的卡迪夫城運動場（Cardiff City Stadium）。
班主陳志遠是香港著名演藝人劉德華妻子朱麗倩的舅父。

## 歷史
卡迪夫城在1927年奪得英格蘭足總盃冠軍。
卡迪夫城自1962年由英甲聯賽降班後，逾半個世紀皆在英格蘭低組別聯賽浮沉。
2003年升上英冠聯賽後，卡迪夫城曾獲得一次足總盃亞軍及一次聯賽盃亞軍。
2010年起，卡迪夫城連續三年取得英冠前列位置而獲參加升班附加賽資格，可惜三次都在附加賽中敗陣，失去升上英超機會。
至2013年，卡迪夫城勇奪英格蘭冠軍聯賽冠軍，51年後重返頂級聯賽行列，也是該隊首次參與英超。可惜卡迪夫城在英超作賽第一個球季護級失敗，回降英冠。
2017/18年度球季，卡迪夫城奪得英格蘭冠軍聯賽亞軍，來屆升上英超。由於另一支威爾斯球隊史雲斯在2018/19年度降落英冠作賽，卡迪夫城當屆成為唯一在英超作賽的威爾斯球隊。可惜卡迪夫城本季英超聯賽只取得第18名，護級失敗來季降回英冠作賽。

## 大事紀年
| 年 份     | 事 項 |
| --------- | --- |
| 1910-11   | 加入南部乙組聯賽                                                                                                |
| 1911-12   | 威爾斯杯冠軍 |
| 1912-13   | 南部乙組聯賽冠軍，升級南部甲組                                                                                  |
| 1919-20   | 威爾斯杯冠軍（第二次）                                                                                          |
| 1920-21   | 獲選加入足球聯盟乙組聯賽。乙組聯賽亞軍，升級甲組。晉身足總杯四強                                                |
| 1921-22   | 威爾斯杯冠軍（第三次）                                                                                          |
| 1922-23   | 威爾斯杯冠軍（第四次）                                                                                          |
| 1923-24   | 甲組聯賽亞軍 |
| 1924-25   | 決賽 0-1 負於錫菲聯，足總杯亞軍                                                                                 |
| 1926-27   | 決賽 1-0 擊敗阿仙奴，足總杯冠軍（唯一奪冠的非英格蘭球隊）。威爾斯杯冠軍（第五次）                               |
| 1927-28   | 威爾斯杯冠軍（第六次）                                                                                          |
| 1928-29   | 甲組聯賽排第廿二位，降級乙組。威爾斯杯亞軍                                                                      |
| 1929-30   | 威爾斯杯冠軍（第七次）                                                                                          |
| 1930-31   | 乙組聯賽排第廿二位，降級南區丙組                                                                                |
| 1938-39   | 威爾斯杯亞軍 |
| 1946-47   | 南區丙組聯賽冠軍，升級乙組                                                                                      |
| 1950-51   | 威爾斯杯亞軍 |
| 1951-52   | 乙組聯賽亞軍，升級甲組                                                                                          |
| 1955-56   | 威爾斯杯冠軍（第八次）                                                                                          |
| 1957      | 甲組聯賽排第廿一位，降級乙組                                                                                    |
| 1958-59   | 威爾斯杯冠軍（第九次）                                                                                          |
| 1959-60   | 乙組聯賽亞軍，升級甲組。威爾斯杯亞軍                                                                            |
| 1962      | 甲組聯賽排第廿一位，降級乙組                                                                                    |
| 1963-64   | 威爾斯杯冠軍（第十次）                                                                                          |
| 1964-65   | 晉身歐洲杯賽冠軍杯八強。威爾斯杯冠軍（第十一次）                                                                |
| 1965-66   | 晉身聯賽杯四強                                                                                                  |
| 1966-67   | 威爾斯杯冠軍（第十二次）                                                                                        |
| 1967-68   | 晉身歐洲杯賽冠軍杯四強。威爾斯杯冠軍（第十三次）                                                                |
| 1968-69   | 威爾斯杯冠軍（第十四次）                                                                                        |
| 1969-70   | 威爾斯杯冠軍（第十五次）                                                                                        |
| 1970-71   | 晉身歐洲杯賽冠軍杯八強。威爾斯杯冠軍（第十六次）                                                                |
| 1971-72   | 威爾斯杯亞軍 |
| 1972-73   | 威爾斯杯冠軍（第十七次）                                                                                        |
| 1973-74   | 威爾斯杯冠軍（第十八次）                                                                                        |
| 1974-75   | 乙組聯賽排第廿一位，降級丙組。威爾斯杯亞軍                                                                      |
| 1975-76   | 丙組聯賽亞軍，升級乙組。威爾斯杯冠軍（第十九次）                                                                |
| 1976-77   | 威爾斯杯亞軍 |
| 1981-82   | 乙組聯賽排第廿位，降級丙組。威爾斯杯亞軍                                                                        |
| 1982-83   | 丙組聯賽亞軍，升級乙組                                                                                          |
| 1985      | 乙組聯賽排第廿一位，降級丙組                                                                                    |
| 1985-86   | 丙組聯賽排第廿二位，降級丁組                                                                                    |
| 1987-88   | 丁組聯賽亞軍，升級丙組。威爾斯杯冠軍（第廿次）                                                                  |
| 1990      | 丙組聯賽排第廿一位，降級丁組                                                                                    |
| 1991-92   | 威爾斯杯冠軍（第廿一次）                                                                                        |
| 1992-93   | 超聯成立，丁組改組為丙組〈IV〉。丙組〈IV〉聯賽冠軍，升級乙組〈III〉。威爾斯杯冠軍（第廿二次）                   |
| 1993-94   | 威爾斯杯亞軍 |
| 1994-95   | 威爾斯杯亞軍 |
| 1995      | 乙組〈III〉聯賽排第廿二位，降級丙組〈IV〉                                                                       |
| 1996-97   | 丙組〈IV〉聯賽排第七位，附加賽準決賽兩回合累計2-4負於諾咸頓                                                     |
| 1997-98   | 決賽1-2負於域斯咸，FAW 超級杯亞軍                                                                               |
| 1998-99   | 丙組〈IV〉聯賽季軍，升級乙組〈III〉                                                                             |
| 1999-00   | 決賽0-2負於域斯咸，FAW 超級杯亞軍                                                                               |
| 2000      | 乙組〈III〉聯賽排第廿一位，降級丙組〈IV〉                                                                       |
| 2000-01   | 丙組〈IV〉聯賽亞軍，升級乙組〈III〉                                                                             |
| 2001-02   | 決賽1-0擊敗史雲頓，FAW 超級杯冠軍。乙組〈III〉聯賽排第四位，附加賽準決賽兩回合累計2-3負於史篤城                 |
| 2002-03   | 乙組〈III〉聯賽排第六位，附加賽準決賽兩回合累計1-0擊敗布里斯托城，千禧球場決賽1-0擊敗昆士柏流浪，升級甲組〈II〉 |
| 2004-05   | 甲組〈II〉聯賽更名“英冠聯賽”                                                                                    |
| 2007-2008 | 决赛0-1负于朴茨茅斯，足总杯亚军                                                                                 |
| 2009-10   | 遷入卡迪夫城運動場；英冠聯賽排第四位，附加賽準決賽兩回合累計3-3，十二碼4-3淘汰莱斯特城，溫布萊決賽2-3負於黑池   |
| 2010-11   | 英冠聯賽排第四位，附加賽準決賽兩回合累計0-3負於雷丁                                                             |
| 2011-12   | 決賽加時2-2，十二碼2-3負於利物浦，聯賽盃亞軍；英冠聯賽排第六位，附加賽準決賽兩回合累計0-5負於韋斯咸             |
| 2012-13   | 英冠聯賽冠軍，升班英超，時隔51年後重返英格蘭頂級聯賽                                                            |
| 2013-14   | 超聯排第廿位，降級英冠                                                                                          |
| 2017-18   | 英冠聯賽亞軍，升班英超                                                                                          |
| 2018-19   | 超聯排第十八位，降級英冠                                                                                        |
| 2024-25   | 英冠聯賽排名榜末，來屆降級英甲                                                                                  |

## 球會近況

### 盃賽成績
| 圈數     | 日期         | 主／客   | 對賽球隊   | 紀錄                            |
| 聯 賽 盃 | 聯 賽 盃     | 聯 賽 盃 | 聯 賽 盃   | 聯 賽 盃                        |
| -------- | ------------ | -------- | ---------- | ------------------------------- |
| 第一圈   | 2020年9月6日 | 客       | 諾咸頓     | 負 0 - 3                        |
| 足 總 盃 |              |          |            |                                 |
| 第三圈   | 2021年1月9日 | 客       | 諾定咸森林 | 負 0 - 1 （页面存档备份，存于） |

## 易主及重訂標誌

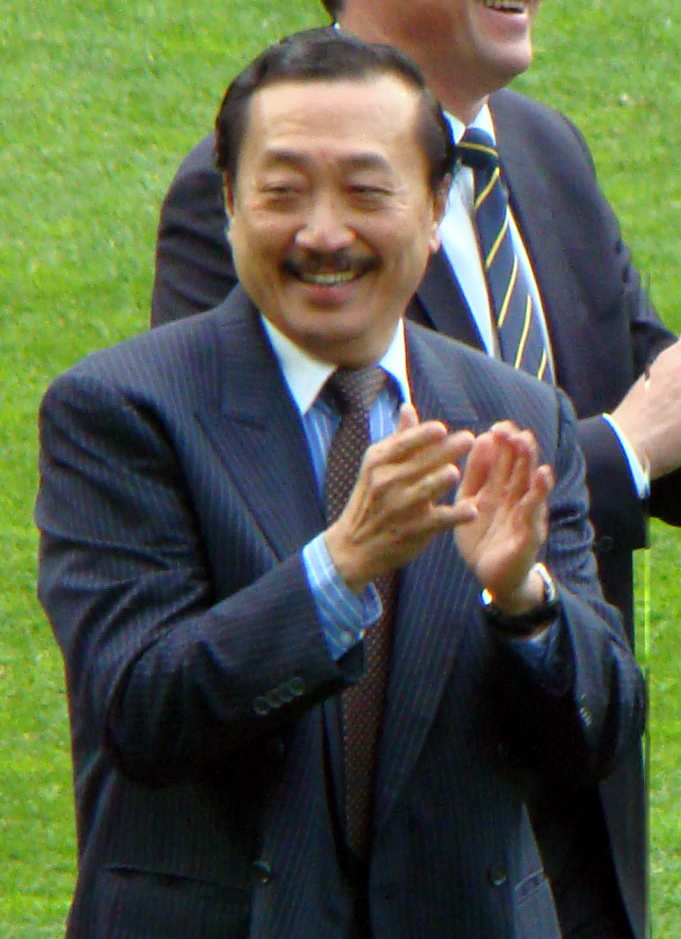
卡迪夫城大馬班主陳志遠

馬來西亞商人曾长义（Datuk Chan Tien Ghee，簡稱TG）在2010年5月27日於同日一次臨時股東大會後接任球會主席之職，而億萬富豪丹斯里陈志远（Tan Sri Vincent Tan Chee Yioun）在幕後提供資金。2012年5月初卡迪夫城的馬來西亞投資人提出為球隊增加投資1億英鎊，擴充主場容量及興建訓練設施，但以藍色在亞洲地區代表不吉利，先決條件是採用紅色以便拓展市場，除更換會徽及球衣顏色外，更會將外號由沿用的「藍鳥」（Bluebirds）改為「紅龍」（Red Dragons）。建議一出隨即惹怒球迷組織，卡迪夫城前隊長（Jason Perry）更直言是出賣球隊的靈魂。由於反對聲音喧囂，曾长义被迫發表公開信擱置建議。5月15日曾长义前赴卡的夫舉行漫長的董事會討論球隊的前途，並於翌日返回馬來西亞，行前透露連續三季於附加賽失利無緣升班英超的卡迪夫城負債約2,000萬英鎊。
2012年6月5日於舉行董事會會後落實重訂品牌的計劃，包括將主場球衣更換為紅衫黑褲紅襪及更改會徽，而馬來西亞東主承諾清付拖欠前東主森姆·哈曼（Sam Hammam）的3,000萬鎊，並會按計劃提升訓練設施，擴建主場及增強球隊軍容。
2015年1月9日，於董事會進行通宵會議後，東主陳志遠（Vincent Tan）首肯於週末對的比賽開始，將主場球衣改回傳統的藍色，而會徽中的｢藍鳥｣亦會加大至更加顯眼。
| Orange and "Chocolate" quarter shirt, "Chocolate Short and sock |
| 河畔足球隊 （1908年前）                                         |

| Blue jersey, White Shorts, Black socks |
| 藍衫白褲 （1908-19年）                 |

| Light Blue jersey, White Shorts, Blue socks |
| 淺藍衫白褲 （1926-30年）                    |

| Blue jersey with white sleeves, White Shorts, Black socks |
| 白袖藍衫白褲 （1936-37年）                                |

| Blue jersey, Blue Shorts, Blue socks |
| 全藍款式 （2000-07年，2015-現在）    |

| Blue jersey, White Shorts, White socks |
| 鑲黃邊藍衫白褲 （2009-10年）           |

| Red jersey, Black Shorts, Red socks |
| 紅衫黑褲 （2012-15年）              |

當球隊在1899年以「河畔足球隊」（Riverside A.F.C.）名義成立時穿著棕色及金色四分一格球衣，當球隊於1908年更名卡迪夫城後便一直穿著藍色上衫，配襯藍色或白色短褲，除首9個年頭穿著黑襪外，其餘時間均穿著藍或白襪，甚至藍白橫間襪。
|               |               |               |               |                |
| 1988-03年會徽 | 2003-08年會徽 | 2008-12年會徽 | 2012-15年會徽 | 2015年至今會徽 |

自1985年開始球會採用以一隻藍色的燕子為主要圖案的會徽，其上的授帶有球會的名稱，而下方則為球會的暱稱「藍鳥」（Bluebirds）。數年後微調會徽，加上象徵威爾斯的水仙花和紅龍的形象，並於盾牌下方兩側加上足球。2003/04年球季推出全新的會徽，只保留藍燕子，置於代表威爾斯的「聖大衛」（Saint David）黃黑十字盾牌上。於2008/09年球季球會告別尼尼安公园球场時由球迷投票選出新會徽及球衣款式，會徽回復到1985年的舊形象。直到2012年，推出一個以紅龍為主體圖案的新會徽，其下為球會新格言「火與熱情」（Fire & Passion）及建立年份「EST 1899」，藍燕子獲保留縮小置於盾牌的下方。
2015年3月9日，球會揭曉來年使用的新會徽，回復藍色主色及藍色燕子為主要圖案，而在下方加上一條紅色具有東方色彩的小龍，寓意球會的東方連繫。

## 敵對球隊
卡迪夫城近25年來的主要敵對球隊一直是鄰近的紐波特郡（Newport County）及史雲斯，與後者的比賽被稱為「南威爾斯打吡」（South Wales Derby）；而傳統上球隊對兩支跨境來自布里斯托尔的球隊布里斯托城及布里斯托流浪亦關係緊張，他們與前者的對戰被稱為「塞文區打吡」（Severnside Derby）。

## 主場球場

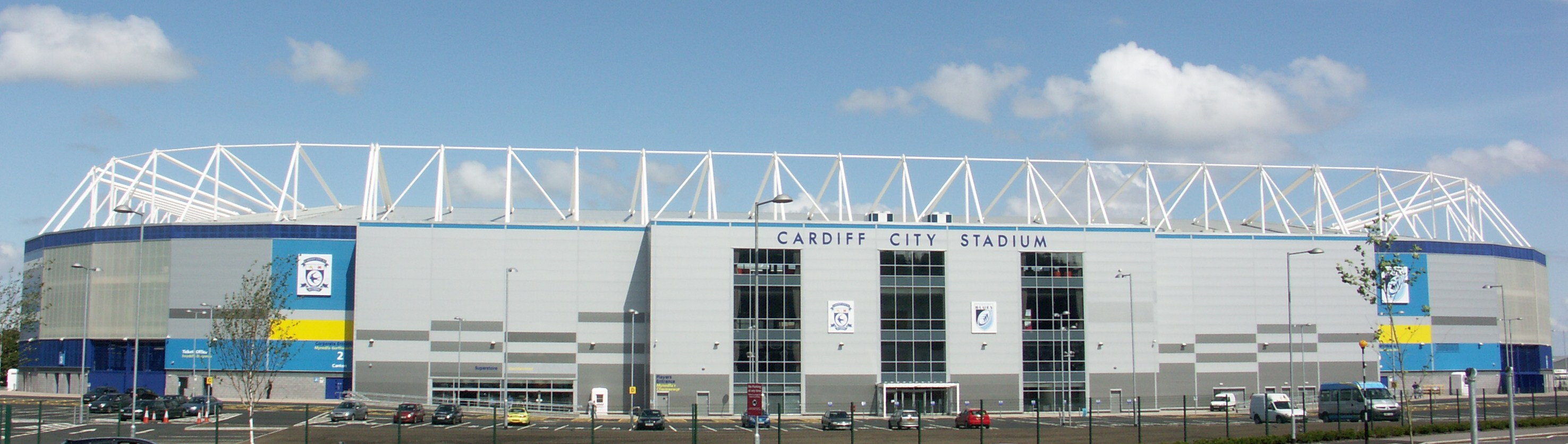
卡迪夫城運動場
卡迪夫城運動場（Cardiff City Stadium）是廣達60英畝及耗資1億英鎊「Leckwith發展計畫」的主要組成部分，球場於2007年2月21日動土，9月19日卡迪夫城與欖球隊卡迪夫藍軍（Cardiff Blues）簽署共用球場協議。興建工程比原訂計畫延遲，直到2009年5月才完工，而由天然草及仿真草混合組成的草坪可於6月舖設完成，趕及於7月22日季前揭幕戰對。而官式揭幕禮將在8月1日對後舉行。
球場命名為卡迪夫城運動場，將來獲得冠名贊助，亦只會在球場名稱前加上冠名，而不會完全更改名稱。

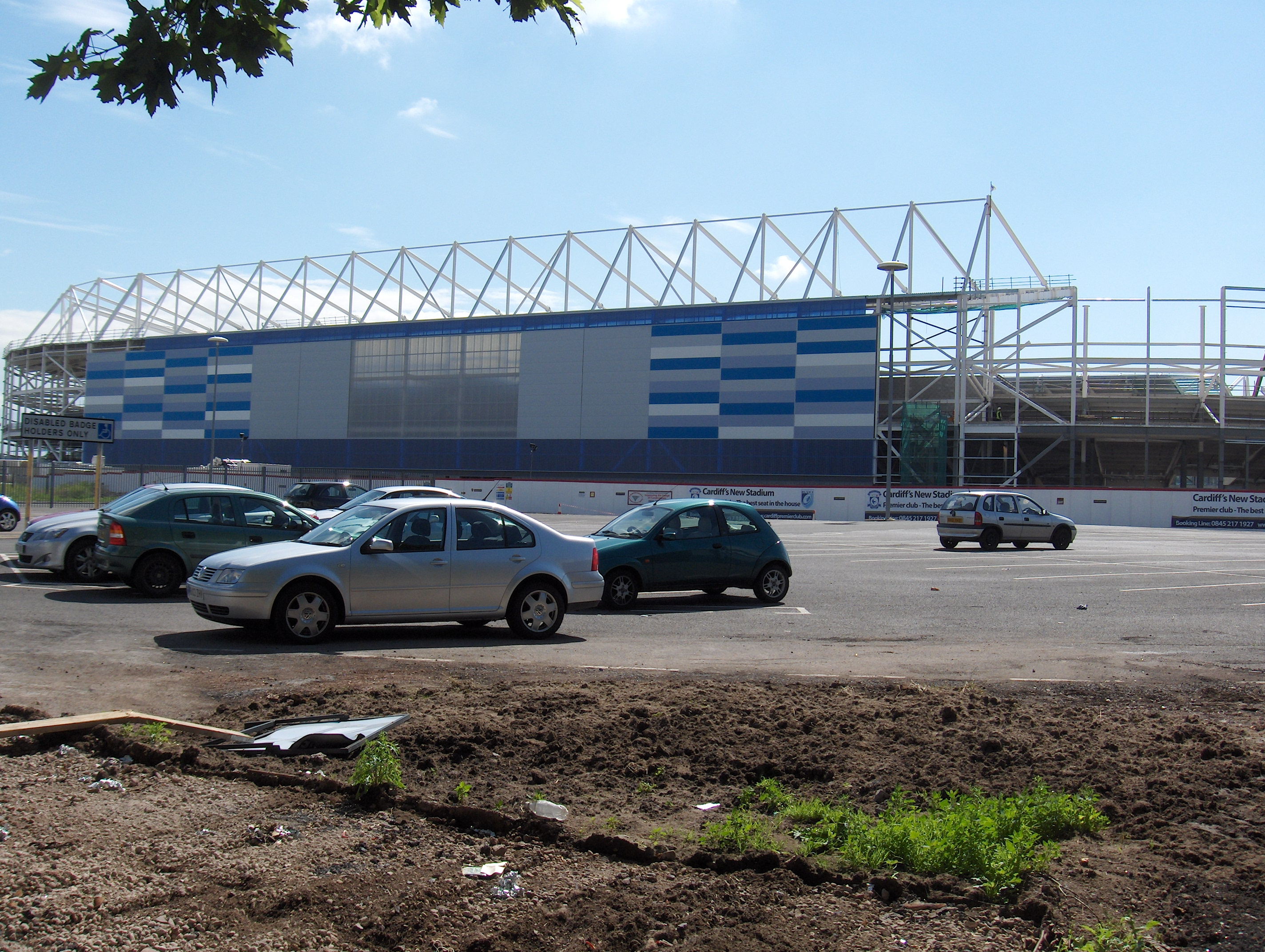
興建中
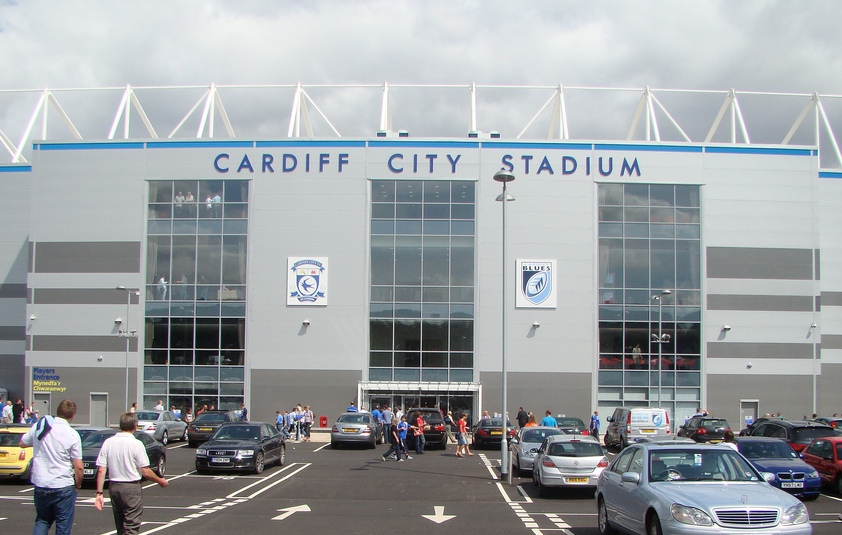
主看台外觀
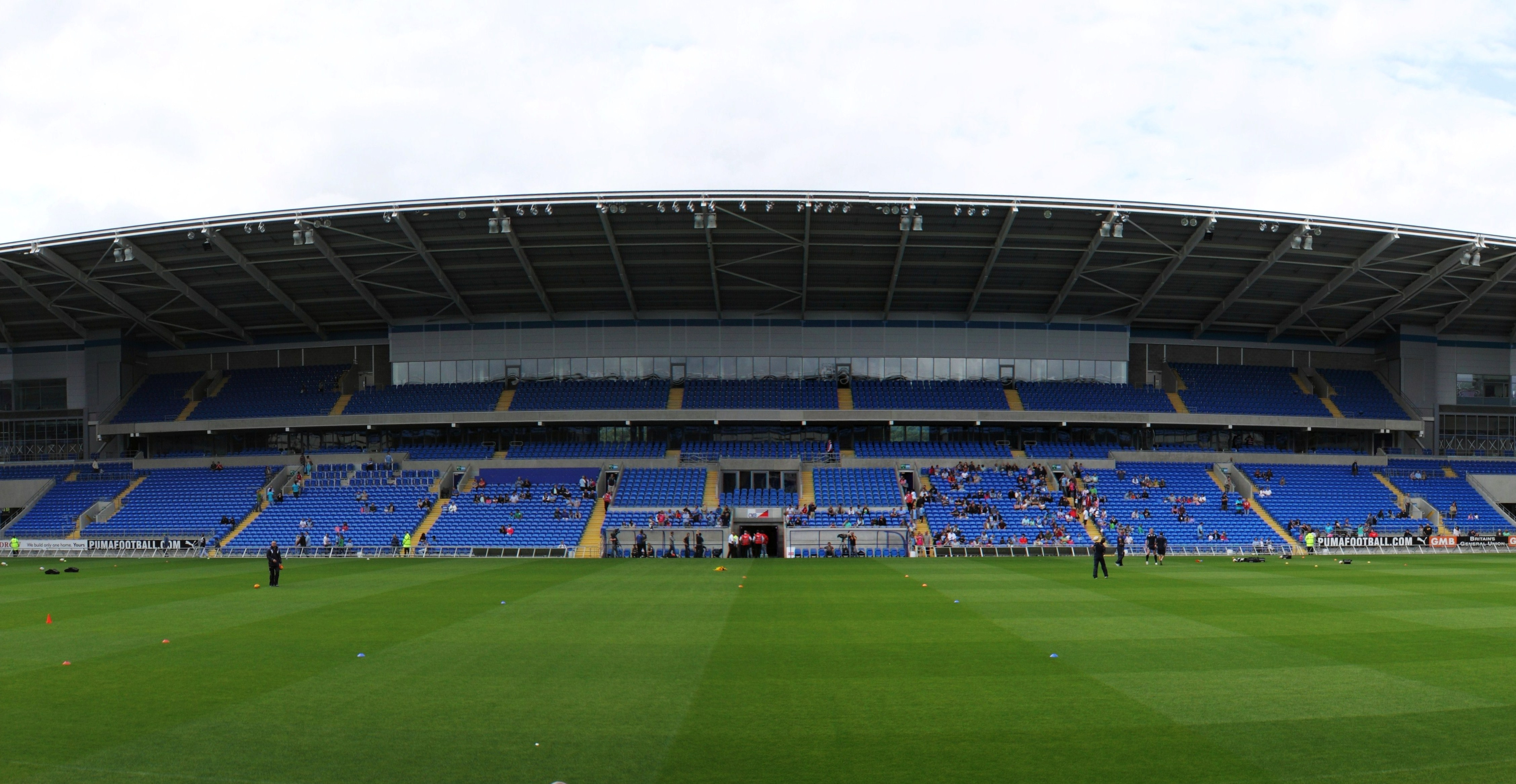
主看台內觀

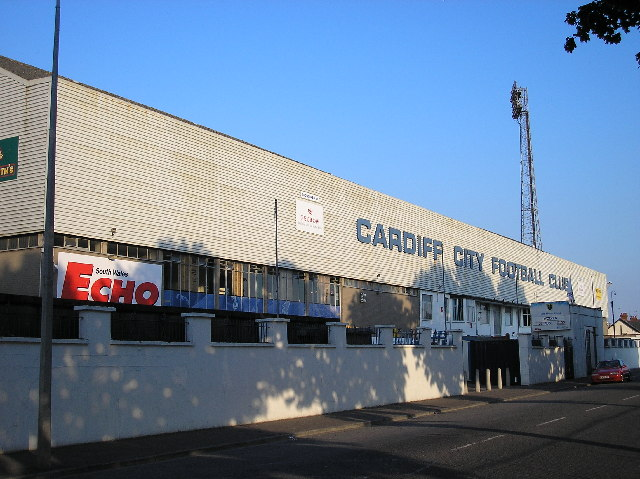
尼尼安公園球場
尼尼安公園球場（Ninian Park）位於威爾斯的卡迪夫，全坐席約可容納20,000名觀眾，自1910年開始成為球隊的主場球場。由於卡迪夫城未能獲得2008/09年球季附加賽的資格，2009年4月25日0-3負於的聯賽成為球隊在尼尼安公園球場最後一場競爭性比賽，其後球隊安排一次嘉年華會讓球迷進入球場正式說再見。
大眾銀行看台蓋頂上「Captain Morgan Rum」廣告是史上最長的英格蘭足球聯賽球場頂蓋廣告，頂蓋於1958年設置，這廣告在1960年夏季建立，耗時兩星期才完成，一直維持到2001/02年球季才被大賣場「Hyper Value」的新廣告取締，為期長達42年。

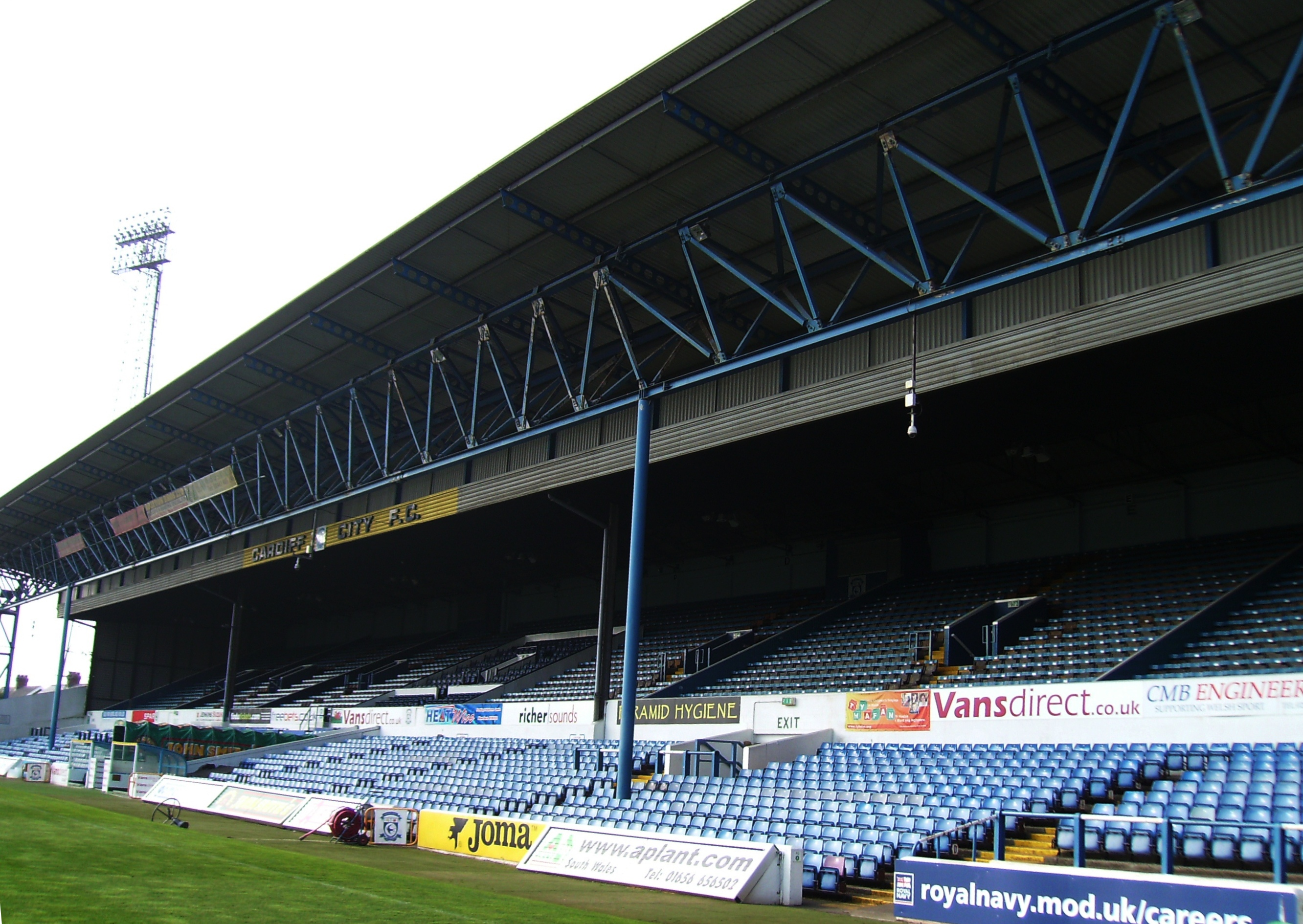
主看台
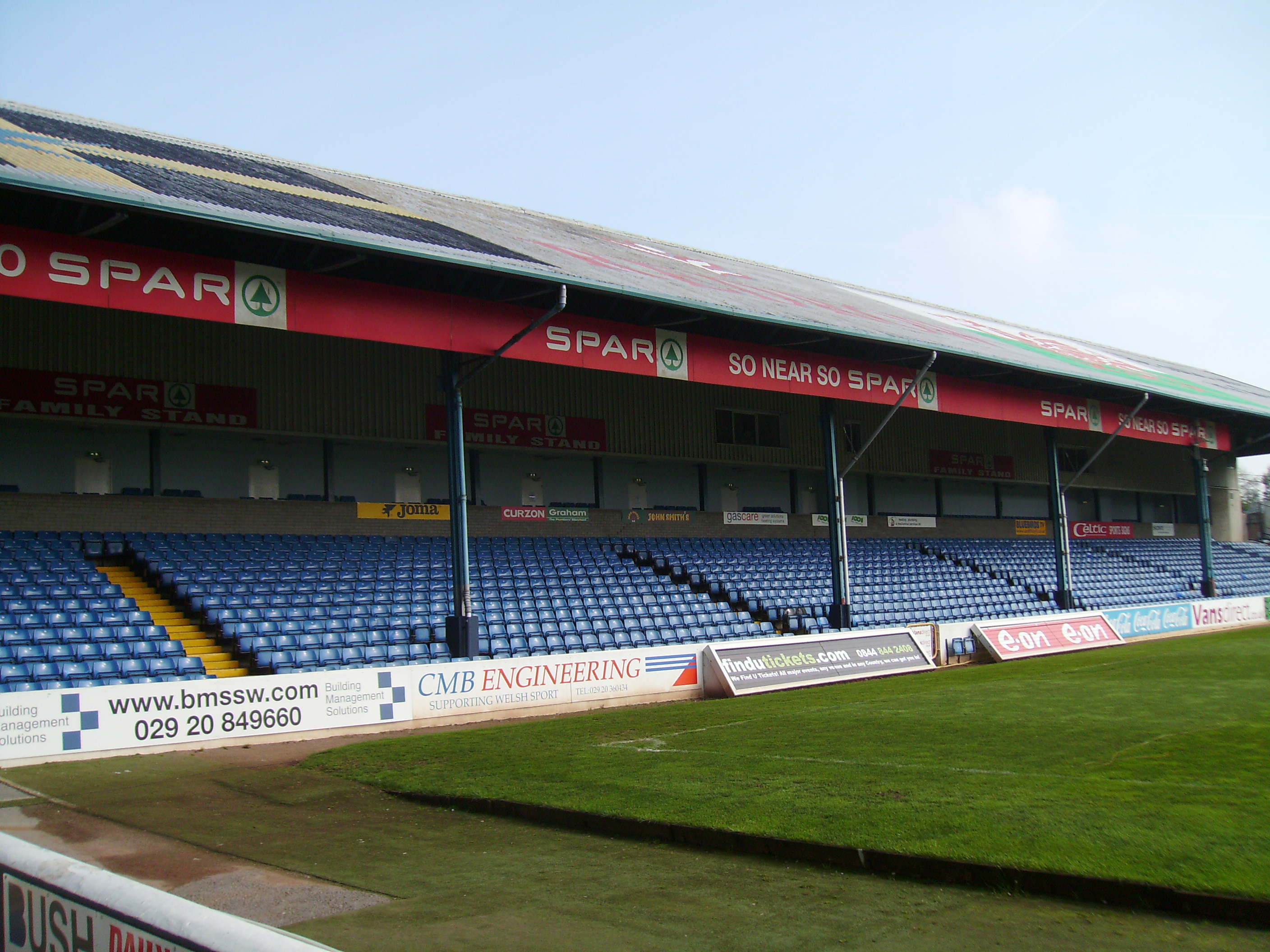
「SPAR」家庭看台
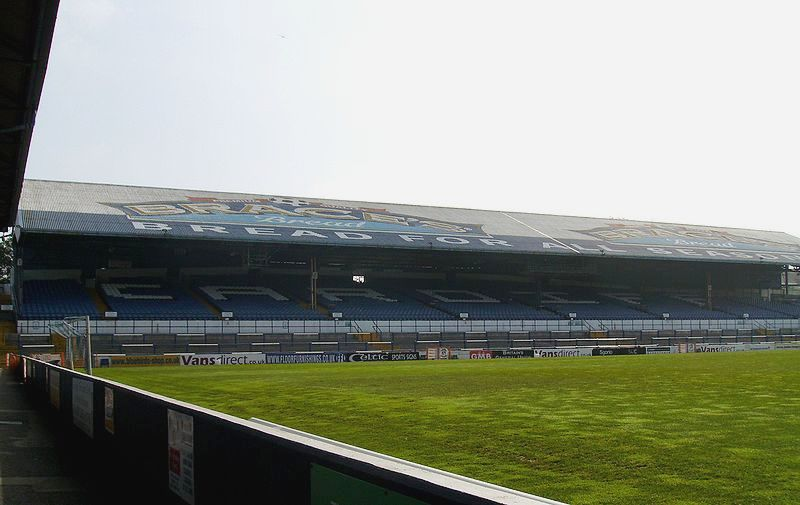
大眾銀行看台
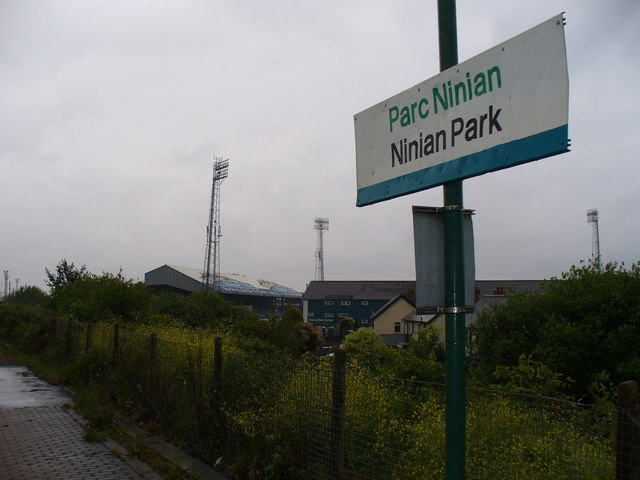
尼尼安公園站

## 球會榮譽
| 榮譽                             | 次數        | 年度 |
| 聯 賽 比 賽                      | 聯 賽 比 賽 | 聯 賽 比 賽 |
| -------------------------------- | ----------- | --- |
| 英格蘭足球甲組〈I〉聯賽 亞軍     | 1           | 1923/24年 |
| 英格蘭足球冠軍聯賽 冠軍          | 1           | 2012/13年 |
| 英格蘭足球冠軍聯賽 亞軍          | 1           | 2017/18年 |
| 英格蘭足球乙組〈II〉聯賽 亞軍    | 3           | 1920/21年、1951/52年、1959/60年 |
| 英格蘭足球乙組〈III〉附加賽 冠軍 | 1           | 2002/03年 |
| 英格蘭足球丙組〈III〉聯賽 亞軍   | 2           | 1975/76年、1982/83年 |
| 英格蘭足球南部丙組聯賽 冠軍      | 1           | 1946/47年 |
| 英格蘭足球丙組〈IV〉聯賽 冠軍    | 1           | 1992/93年 |
| 英格蘭足球丙組〈IV〉聯賽 亞軍    | 1           | 2000/01年 |
| 英格蘭足球丁組〈IV〉聯賽 亞軍    | 1           | 1987/88年 |
| 杯 賽 比 賽                      |             | |
| 足總盃 冠軍                      | 1           | 1927年 |
| 足總盃 亞軍                      | 2           | 1925年、2008年 |
| 聯賽盃 亞軍                      | 1           | 2012年 |
| 慈善盾 冠軍                      | 1           | 1927年 |
| 足總業餘杯 冠軍                  | 1           | 1927年 |
| 威爾斯杯 冠軍                    | 22          | 1912年、1920年、1922年、1923年、1927年、 1928年、1930年、1956年、1959年、1964年、 1965年、1967年、1968年、1969年、1970年、 1971年、1973年、1974年、1976年、1988年、 1992年、1993年 |
| FAW超級盃 冠軍                   | 1           | 2002年 |

## 球員名單
更新日期：2020年7月10日 (五) 09:21 (UTC) 
粗體字為新加盟球員 
 *者是青年軍成員

### 目前效力（2023/24）
| 編號  | 國籍           | 球員名字                                | 位置        | 出生日期       | 加盟年份 | 前屬球會 | 身價     |
| 門 將 | 門 將          | 門 將                                   | 門 將       | 門 將          | 門 將    | 門 將    | 門 將    |
| ----- | -------------- | --------------------------------------- | ----------- | -------------- | -------- | -------- | -------- |
| 21    | 英格兰         | （Jak Alnwick）                         | 門將        | 1993年6月17日  | 2022     | 聖美倫   | 自由轉會 |
| 後 衛 |                |                                         |             |                |          |          |          |
| 2     | 安提瓜和巴布达 | 麥朗·羅美奧（Mahlon Romeo）             | 右閘/右翼衛 | 1995年9月19日  | 2022     | 米禾爾   | 無透露   |
| 4     | 希腊           | 迪米特里奧斯·高達斯（Dimitrios Goutas） | 中堅        | 1994年4月4日   | 2023     | 施華斯堡 | 自由轉會 |
| 5     | 爱尔兰         | 麥克·麥堅尼斯（Mark McGuinness）        | 中堅        | 2001年1月5日   | 2021     | 阿仙奴   | 無透露   |
| 17    | 奈及利亞       | 查美奴·哥連斯（Jamilu Collins）         | 左閘/左翼衛 | 1994年8月5日   | 2022     | 柏達邦   | 自由轉會 |
| 中 場 |                |                                         |             |                |          |          |          |
| 8     | 英格兰         | 祖爾·禾斯（Joe Ralls）                  | 中場/防中   | 1993年10月12日 | 2011     | 青年軍   | --       |
| 前 鋒 |                |                                         |             |                |          |          |          |

^  注解6： 據報約200萬鎊。

### 借用球員
| 編號 | 國籍   | 球員名字                 | 位置      | 出生日期       | 加盟年份 | 借用球會   | 借用年期  |
| ---- | ------ | ------------------------ | --------- | -------------- | -------- | ---------- | --------- |
| 13   | 冰岛   | （Rúnar Alex Rúnarsson） | 門將      | 1995年2月18日  | 2023     | 阿仙奴     | 23/24球季 |
| 24   | 英格兰 | （Jonathan Panzo）       | 中堅/左閘 | 2000年10月25日 | 2023     | 諾定咸森林 | 23/24球季 |

### 離隊球員（2023/24）
| 編號             | 國籍             | 球員名字                 | 位置             | 出生日期         | 加盟年份         | 加盟球會         | 身價             |
| 2023年夏季轉會窗 | 2023年夏季轉會窗 | 2023年夏季轉會窗         | 2023年夏季轉會窗 | 2023年夏季轉會窗 | 2023年夏季轉會窗 | 2023年夏季轉會窗 | 2023年夏季轉會窗 |
| ---------------- | ---------------- | ------------------------ | ---------------- | ---------------- | ---------------- | ---------------- | ---------------- |
| 1                | 英格兰           | （Ryan Allsop）          | 門將             | 1992年6月17日    | 2022             | 侯城             | 無透露           |
| 20               | 北爱尔兰         | 加雲·韋達（Gavin Whyte） | 翼鋒/攻中        | 1996年1月31日    | 2019             | 樸茨茅夫         | 季後放棄         |
| 29               | 威尔士           | （Mark Harris）          | 前鋒/翼鋒        | 1998年12月29日   | 2017             | 牛津聯           | 自由轉會         |
| 借 用 歸 還      |                  |                          |                  |                  |                  |                  |                  |

## 著名球員
- 约翰·查尔斯（1963-66）
- （1966-70）
- 米克·英倫（英语：Mike England）（1975-76）
- （1997-04；2011-13）
- （2000-05；2014-15）
- （2001-05）
- 范志毅（2002-03）
- （2004-10）
- 稻本润一（2004-05）
- （2006-09）
- 羅比·科拿（2007-08）
- （2008-11）
- （2008；2009；2009-11）
- （2009-14）
- （2010-11；2012-14）
- （2011-12）
- 金甫炅（2012-14）
- （2012-14）
- （2013-14）
- （2013-14）
- （2013-14）